# Teatro Antigo de Taormina

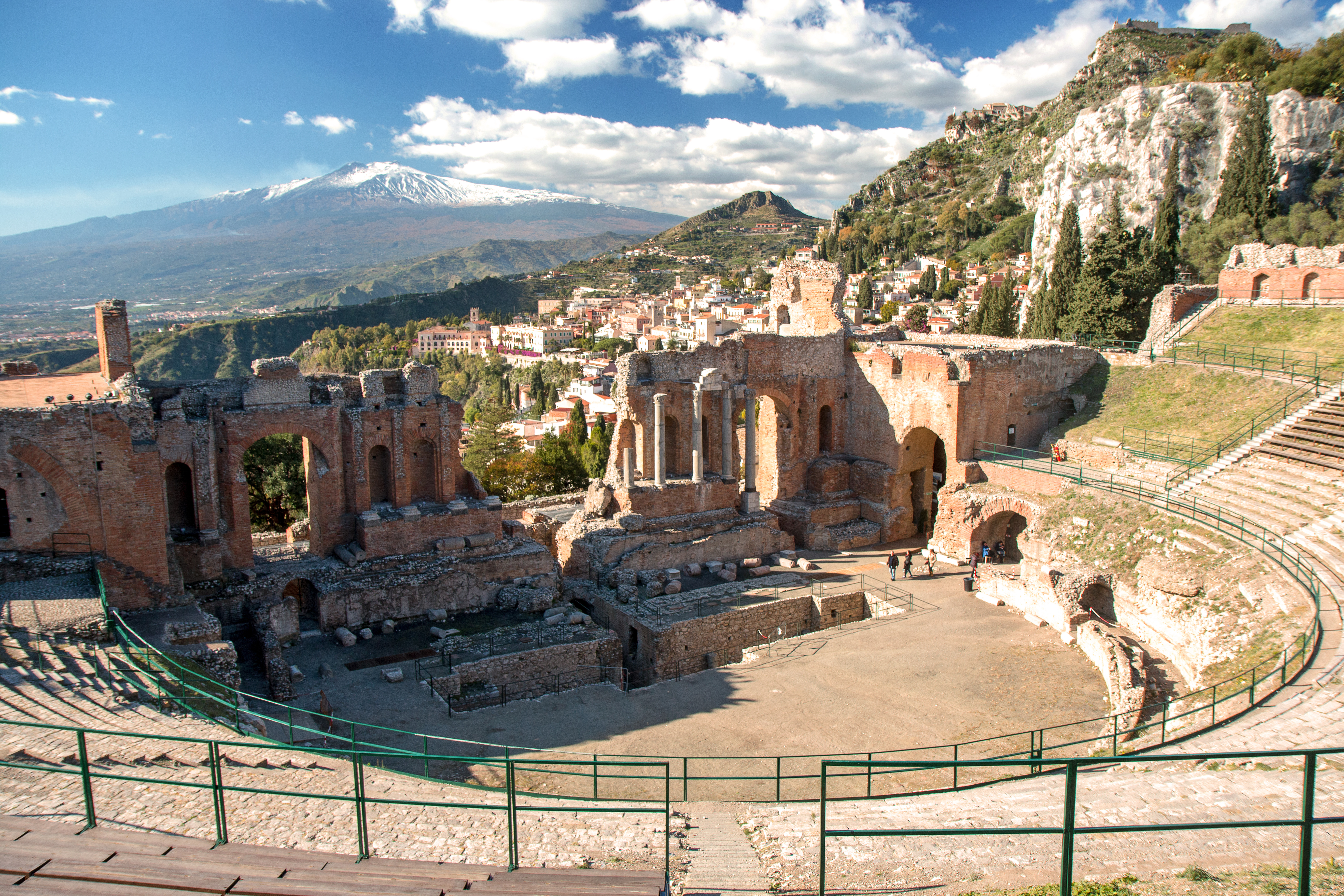

Construído no terceiro século antes de Cristo, o teatro antigo de Taormina (em italiano: Teatro antico di Taormina) é um antigo teatro grego, localizado na cidade de Taormina, na ilha italiana da Sicília.

## Descrição

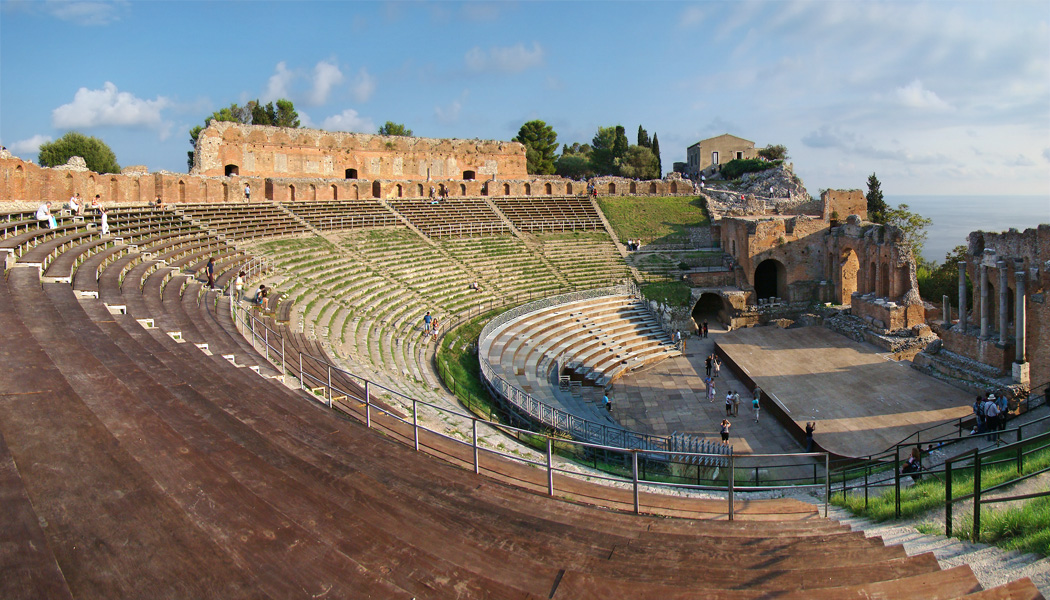
Uma vista paronâmica do teatro

O antigo teatro romano era construído em sua maior parte de tijolos e provavelmente data dos tempos do Império Romano, apesar da estrutura parecer mais com os teatros gregos. Durante os tempos do império, era comum acontecerem lutas entre gladiadores e animais ferozes no local. Em uma renovação feita no século II, o teatro ficou com um diâmetro de 120 metros, sendo o segundo maior desse tipo em toda a ilha da Sicília - o maior é o de Siracusa. O local é frequentemente utilizado para performances teatrais e de óperas, eventos locais como o festival de cinema de Taormina, além de concertos musicais: em 2014 a cantora Laura Pausini trouxe sua banda e convidados para um evento especial no local, sendo transmitido mundialmente pela televisão italiana. 
A maior parte dos lugares originais desapareceu, mas a parede que circula a caverna inteira foi preservada e a frente do palco, que na maior parte dos teatros antigos não existe mais, está preservada em sua íntegra, o que contribui para um efeito pitoresco na área além de aumentar o interesse em visitar a ruína. Através de levantamento arqueológico de decorações ainda existentes, foi descoberto que o teatro era ricamente decorado e era de ordem coríntia. 
Do teatro dá para ver pequenas partes de um templo, que atualmente é a igreja de San Pancrazio, mas o edifício é de tamanho pequeno. Esta estrutura antigamente era ligada ao teatro.